# Archivio Massimo Consoli
L'Archivio Massimo Consoli è un archivio LGBT italiano, situato in due sedi, presso l'Archivio Centrale dello Stato e presso l’Archivio del Gay Center di Roma, che include la sezione romana di Arcigay.. È riconosciuto come archivio di notevole interesse storico..
L’archivio raccoglie i materiali dell’attivista omosessuale Massimo Consoli raccolti durante la sua vita.

## Storia
L’Archivio Consoli è uno dei più importanti patrimoni in Italia di materiali storici LGBT, sia in chiave culturale e sociale, sia come testimonianza storica, ma anche come fonte di documentazione tematica, come per esempio lo sviluppo e la diffusione dell’AIDS fuori e dentro la comunità LGBT.
Nel 1959 Consoli iniziò a raccogliere documenti per far emergere una storia per troppo tempo ignorata e nascosta, con relativo sviluppo di sentimenti e atteggiamenti discriminatori verso le persone LGBT.
La prima sede ufficiale per la sua conservazione, nel 1968, divenne l’Associazione culturale Roma-1. Successivamente Consoli avviò una  collaborazione con l’Istituto internazionale di storia sociale e con il Centro Italiano per la documentazione delle attività delle Minoranze Sociali, facendo affermare l'archivio a livello internazionale ed europeo.
Nel 2001 l’archivio fu versato all’Archivio Centrale dello Stato, tramite il Ministero per i Beni e le attività culturali che lo aveva già dichiarato nel 1997 di “notevole interesse”.
Massimo Consoli, ancora in vita, aveva venduto, in data 22 ottobre 2001, parte del proprio archivio al Ministero per i Beni e le Attività Culturali, attualmente conservati presso l’Archivio Centrale dello Stato. Parte del restante archivio venne poi affidato alla morte e per volontà di Consoli nel 2007, all’Associazione Fondazione Massimo Consoli, che concordò con l’associazione Arcigay Roma la valorizzazione dello stesso presso la sede del Gay Center, che ha poi affiancato l’impegno di Arcigay Roma.

## Patrimonio
Dal 1959 l’archivio si compone di letteratura e saggistica LGBT. Un importante quantità di documenti riguarda la comunità LGBT sotto tanti aspetti: storico, legale, sociale, politico, religioso, artistico, psicologico, letterario, istituzionale. Nello specifico, in archivio si trovano 100 manoscritti, 2000 monografie, 3000 articoli, 1500 cartoline, 5000 fotografie, 100 materiali audiovisivi, 800 manifesti con riferimento all’AIDS.